# 杭州六小龙
杭州六小龙是媒体与社会对中华人民共和国杭州市的六家创新型企业的昵称，是指杭州崛起的处于新技术领域前沿、在业内具有影响力、聚焦于机器人、人工智能、游戏开发、脑机接口等领域的6家企业。2025年初，杭州六小龙这一概念引发社会热议。

## 企业列表
- 宇树科技：机器人公司，总部位于杭州市滨江区。其研发的机器人在2025年春晚登台表演[2]。
- 深度求索：人工智能公司，总部位于杭州市拱墅区。于2025年初推出大语言模型DeepSeek-V3和DeepSeek-R1。
- 游戏科学：游戏公司，其单机游戏研发部门位于杭州市西湖区艺创小镇。于2024年8月推出被称为“中国首个3A游戏”的《黑神话：悟空》。
- 群核科技：空间智能公司，总部位于杭州市上城区。其业务为利用人工智能技术进行空间设计[3]。
- 强脑科技：脑机接口公司，总部位于杭州市余杭区未来科技城。[4]
- 云深处科技：机器人公司，总部位于杭州市西湖区。其主力产品为四足机器人（机器狗）[5]。

## 社会讨论
根据杭州官方的说法，“杭州六小龙”这一概念由科技观察者在2024年年末至2025年年初提出。
2025年1月中旬，在浙江省两会上，多位省人大代表讨论这一概念。杭州市市长姚高员在接受采访时表示：“不管叫‘几小龙’，杭州将坚定不移推进创新活力之城建设，在2025年重点打造‘三个地’：具有全球影响力的创新策源地、全国科技成果转移转化的首选地、发展新质生产力的重要阵地。”
2月7日至8日，中共江苏省委机关报《新华日报》旗下客户端连发三篇文章，讨论为何南京没有诞生“六小龙”。